# Trasa rowerowa

Trasa rowerowa – oznaczony, numerowany ciąg komunikacyjny przeznaczony dla ruchu rowerowego. Trasa rowerowa obejmować może dowolną kombinację dróg dla rowerów, dróg dla pieszych i rowerów, ulice o ruchu uspokojonym (strefa 30 km/h), pasów i kontrapasów ruchu  dla rowerów w jezdniach,  przy czym trasa rowerowa może, ale nie musi korzystać z infrastruktury dla rowerów i gdy takowej brak w ciągu wytyczonej trasy używane są także łączniki rowerowe, drogi wewnętrzne, drogi publiczne o małym natężeniu ruchu samochodowego. W skład jednej trasy rowerowej mogą wchodzić dwie (lub więcej) drogi rowerowe, biegnące równolegle (np. po dwóch stronach jezdni czy rzeki). Trasa rowerowa to czytelny i spójny ciąg różnych rozwiązań technicznych, funkcjonalnie łączący poszczególne części miasta, regionu lub kraju.

## Numeracja i oznakowanie
Numeracja i oznakowanie krajowych i regionalnych tras rowerowych powinny być prowadzone zgodnie ze Stanowiskiem nr 7/2019 Konwentu Marszałków Województw RP z dnia 7 czerwca 2019 roku w sprawie systemu numeracji i zasad oznakowania krajowych i regionalnych tras rowerowych zgodnie z jego celem, którym jest stworzenie jednolitego, ogólnopolskiego systemu numeracji krajowych i regionalnych tras rowerowych oznaczonych znakami drogowskazowymi R-4 22. Powinny być również uwzględnione propozycje zmian przedstawione w Stanowisku Nr 11/2022 Konwentu Marszałków Województw RP z dnia 9 czerwca 2022 r. w sprawie znaków z grupy R-4. Są one niezbędne dla budowy spójnego i czytelnego systemu oznakowania tras rowerowych w Polsce.

## Podział tras rowerowych

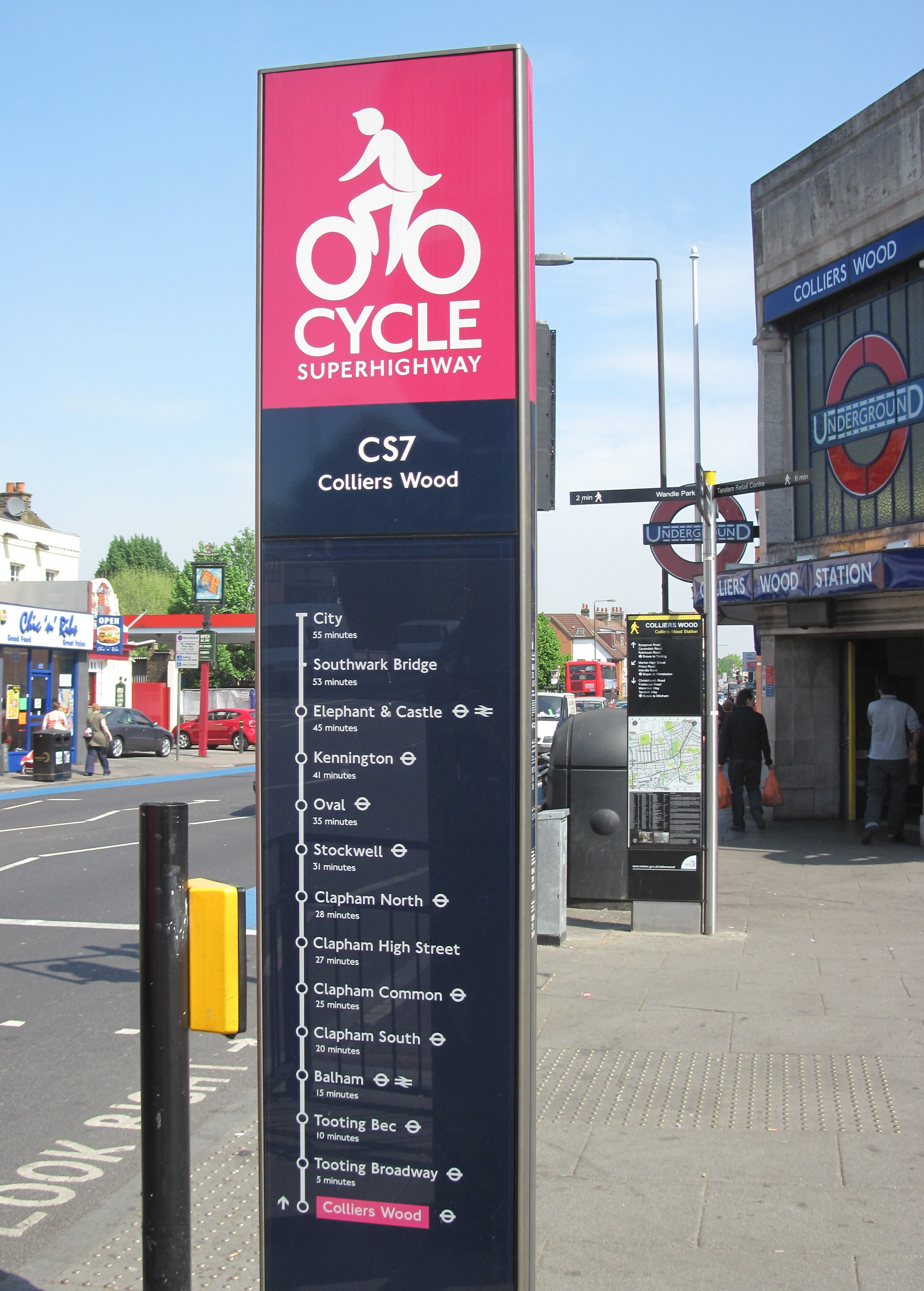
Punkt początkowy trasy CS7 na stacji metra Colliers Wood

### Podział pod względem funkcjonalnym
- trasy komunikacyjne[1],
- trasy rekreacyjne[1],
- trasy turystyczne (turystyczne szlaki rowerowe)[1],
- trasy sportowe[1].

### Podział ze względu na zasięgu
- Trasy międzynarodowe – trasy rowerowe łączące sąsiadujące kraje w tym trasy europejskie sieci EuroVelo;

- Trasy rowerowe krajowa – każda trasa rowerowa wchodząca w sieć priorytetowych korytarzy rowerowych,  oznaczonych numerami od 1 do 99, przy czym numery parzyste  przypisane są trasom o przebiegu równoleżnikowym a nieparzyste - południkowym; Wykaz rowerowych tras krajowych wraz z ich numeracją prowadzi Zespół ds. mobilności rowerowej działający przy Konwencie Marszałków Województw[3];
- Trasa rowerowa regionalna – tras o zasięgu regionalnym, najczęściej w obszarze jednego województwa oznaczona numerację trzycyfrową (100-899); W przypadku tras rowerowych regionalnych przekraczających granice województwa numerem właściwym dla niej jest numer województwa, na terenie którego jest dłuższy jej odcinek. Wykaz rowerowych tras regionalnych wraz z ich numeracją prowadzi Zarząd Województwa. [3]
- Trasa rowerowa lokalna – każda pozostała trasa rowerowa o krótkim zasięgu. [3]

## Zobacz także
- droga rowerowa
- szlak rowerowy
- ścieżka rowerowa